# Johann Mayrhofer
Johann Baptist Mayrhofer (Steyr, 22 ottobre 1787 – Vienna, 5 febbraio 1836) è stato un poeta e librettista austriaco, conosciuto per la sua stretta amicizia con il compositore Franz Schubert.

## Biografia
Mayrhofer nacque a Steyr, ebbe una formazione presso il Noviziato nell'Abbazia di San Floriano, Alta Austria. Nel 1810 cominciò a studiare giurisprudenza e teologia presso l'Università di Vienna. Nel 1814 incontrò il giovane compositore Franz Schubert e i suoi amici (Joseph von Spaun, Franz von Schober).
Nei suoi ultimi anni Mayrhofer (come Schubert) si innamorò di una giovane ragazza di 15 anni, figlia del suo padrone di casa. Nel 1836, durante un'epidemia di colera, si suicidò saltando dalla finestra del suo ufficio a Vienna.

## Libretti
- Die Freunde von Salamanka (1815)
- Adrast (1819)